# Zdeňka Vávrová
Zdeňka Vávrová, češka astronomka, * 1945.

## Delo
Zdeňka Vávrová je soodkriteljica periodičnega kometa 134P/Kowal-Vávrová, ki ga je naprej opazovala kot asteroid. Kot asteroid je dobil začasno oznako 1983 JG. Pozneje je Charles Thomas Kowal opazil na posnetkih tudi kometovo komo. Odkrila je 115 asteroidov.
Njej v čast so poimenovali asteroid 3364 Zdenka.